# Stadtbücherei Wittlich und Kreisergänzungsbücherei Bernkastel-Wittlich
Die Stadtbücherei Wittlich in Wittlich ist zusammen mit der Kreisergänzungsbücherei Bernkastel-Wittlich die größte Bibliothek im Landkreis Bernkastel-Wittlich, Rheinland-Pfalz.

## Geschichte
Vorläufer der Stadtbücherei Wittlich war die am 31. Oktober 1937 gegründete „Volksbücherei“, die auf der Grundlage der „Richtlinien für das Volksbüchereiwesen“ eingerichtet wurde. Die davor in Wittlich bestehende gleichnamige und stark genutzte „Volksbücherei“ des Borromäusvereins der Katholischen Kirche musste dafür ihren Beinamen hergeben und durfte auf Anordnung des Reichserziehungsministeriums ab dem 1. Januar 1941 nur noch religiöse Schriften bereithalten und nicht mehr im kommunalen Raum wirken.
Nach dem Zweiten Weltkrieg wurde 1952 durch bürgerliches Engagement eine neue öffentliche Bibliothek gegründet, deren Räume sich im kleinen Sitzungssaal des Rathauses befanden und die 1955 eigene Räume in der Himmeroder Straße bezog, 1965 dann am Jahnplatz und 1984 in der Kurfürstenstraße. 1993 folgte ein Neubau an der Schloßstraße mit vier Etagen und einer Gesamtfläche von rund 1300 Quadratmetern.

## Die Bücherei heute
In die Stadtbücherei Wittlich ist die Kreisergänzungsbücherei Bernkastel-Wittlich integriert. Die Stadt- und Kreisergänzungsbücherei befinden sich im Haus Mehs, das außerdem das Emil-Frank-Institut, das Medienzentrum des Landkreises Bernkastel-Wittlich und das Kreisarchiv des Landkreises Bernkastel-Wittlich beherbergt.
Zusätzlich zum Medienbestand bieten ein EDV-System, öffentliche Internetarbeitsplätze und WLAN Möglichkeiten zur Recherche. Über die Homepage stehen zahlreiche Online-Angebote zur Verfügung; es besteht eine Verlinkung zur Onleihe Rheinland-Pfalz, OverDrive Rheinland-Pfalz, DUDEN Basiswissen Schule (Munzinger Online) und dem Streaming-Anbieter filmfriend. Zudem stehen die App-Angebote tigerbooks und eKidz bereit.
Im Dachgeschoss des Gebäudes befindet sich ein Veranstaltungsraum für Lesungen und Bildungsveranstaltungen, der über eine Multimedia-Ausstattung für Vorträge und Veranstaltungen verfügt. Es werden verschiedene kulturelle Veranstaltungen für Kinder und Erwachsene angeboten. Ein Schwerpunkt liegt auf intensiven Projekten zur Sprachförderung und Leseförderung; diese werden in Abstimmung mit Kindertagesstätten und Schulen entwickelt und durchgeführt.
Im Landkreis Bernkastel-Wittlich bestehen Vernetzungen der Bibliotheken in unterschiedlicher Trägerschaft. Die Bestände der Bibliotheken werden dabei in einem Bibliothekssystem erfasst und können gegenseitig entliehen werden. Hieran sind außer der Stadtbücherei und der Kreisergänzungsbücherei die Bibliothek des Emil-Frank-Instituts, die Schulbibliothek des Cusanus-Gymnasiums, die Schulbibliothek des Peter-Wust-Gymnasiums, die Schulbibliothek der Clara-Viebig-Realschule plus, die Schulbibliothek des Nikolaus-von-Kues-Gymnasiums und die Bibliothek der Justizvollzugsanstalt Wittlich angeschlossen.
Die Kreisergänzungsbücherei stellt Bildungseinrichtungen und sozialen Einrichtungen – wie u. a. Gemeinde- und kirchlichen Büchereien, Schulbüchereien sowie Kindertagesstätten und Seniorenheimen – aktuelle Medien zur Verfügung.
Die Stadtbücherei wurde mehrfach ausgezeichnet.

## Projekte
Neben besonderen Schwerpunkten der Lese- und Sprachförderung wurde 2012 in Kooperation mit Kindertagesstätten das Bilderbuchprojekt Wittlicher Wanderrabe begründet, wobei ausgewählte Bilderbücher durch Kindertagesstätten in Wittlich und im Landkreis Bernkastel-Wittlich „wandern“. Die Bilderbücher werden vorgelesen und inhaltlich durch Bastel-, Mal- oder Spielaktionen vertieft. Jede der beteiligten Gruppen wählt dabei ihr Lieblingsbuch aus. Dieses Lieblingsbuch wird während einer Mini-Präsentation, zum Beispiel in Form eines Theaterstückes oder einer Bastelarbeit, an den Übergabeterminen in der Stadtbücherei spielerisch vorgeführt und im Rahmen eines Abschlussfestes erfolgt eine Prämierung. Dem Autor des Siegerbuches wird eine Wandererrabenfigur überreicht.
Die Stadt- und Kreisergänzungsbücherei beteiligt sich seit 2008 an dem jährlich stattfindenden  Lesesommer Rheinland-Pfalz, der unter der Schirmherrschaft des Ministeriums für Wissenschaft, Weiterbildung und Kultur steht. In Ergänzung dazu bietet die Stadtbücherei Wittlich als einzige Bibliothek in Rheinland-Pfalz den English Summer Reading Club an, wobei Schülern der 7. bis 10. Klassen englische Bücher zur Verfügung gestellt werden. Muttersprachler führen mit diesen Schülern ein Abschlussgespräch und bestätigen damit ihre erfolgreiche Teilnahme. 2020 wurde der Lesesommer in Wittlich um einen Vor-Lesesommer für Vorschulkinder von 5 bis 6 Jahren erweitert. Hierbei werden Bilderbücher vorgelesen und Bilder nach den Lieblingsgeschichten gemalt, die später ausgestellt werden. Die Kinder erhalten anschließend eine Urkunde sowie eine Eintrittskarte für ein Kindertheater.

## Makerspace

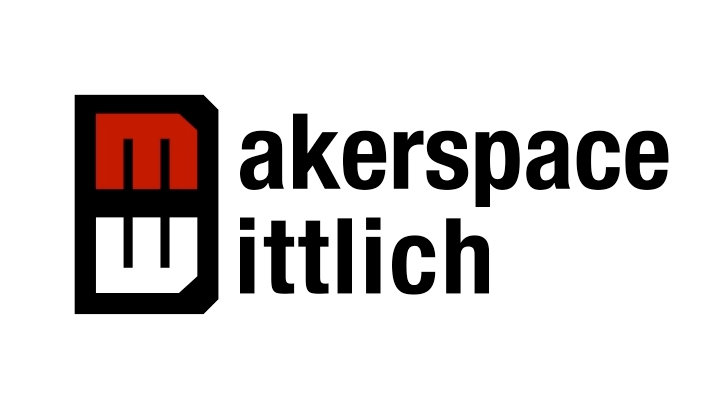
Logo Makerspace Wittlich

Die Stadtbücherei Wittlich unterhält in Kooperation mit der Volkshochschule Wittlich Stadt und Land, dem Mehrgenerationenhaus/Kinderschutzbund Bernkastel-Wittlich e. V., dem Haus der Jugend Wittlich und dem Caritasverband Mosel-Eifel-Hunsrück e.V. einen Makerspace (FabLab). Geführt wird er als Zweigstelle der Stadtbücherei mit Unterstützung von vielen ehrenamtlichen Helfern.
Seit Oktober 2020 bietet der Makerspace Wittlich, zentral in der Altstadt gelegen, in einem 190 m² großen Ladenlokal neben offenen Werkstattzeiten viele breit gefächerte Workshops und Kurse an. Ganztags-AGs in enger Kooperation mit Schulen erweitern zusätzlich das Programm. Für die Anfangsausstattung erhielt die Stadtbücherei 25.000 Euro aus dem „Soforthilfeprogramm für zeitgemäße Bibliotheken in ländlichen Räumen“. Dank dieser Bundesförderung im Rahmen des Programms „Vor Ort für alle“ konnten Geräte und Software wie PCs mit Farbdruckern und professioneller Software zur Text-, Bild- und Filmbearbeitung, Kameras, 3D-Drucker, Lasercutter, CNC-Fräse, Nähmaschinen, Plotter, Werkzeuge und Geräte zur Holzbearbeitung sowie Experimentier-, Konstruktions- und Programmierkästen für Kinder (Lego WeDo, Beebots, Ozobots, digitales Mikroskop, 3-D-Stift etc.) erworben werden. In der Folgezeit wurden weitere Sponsoren gewonnen und zusätzliche Geräte, Werkzeuge und Materialien erworben.

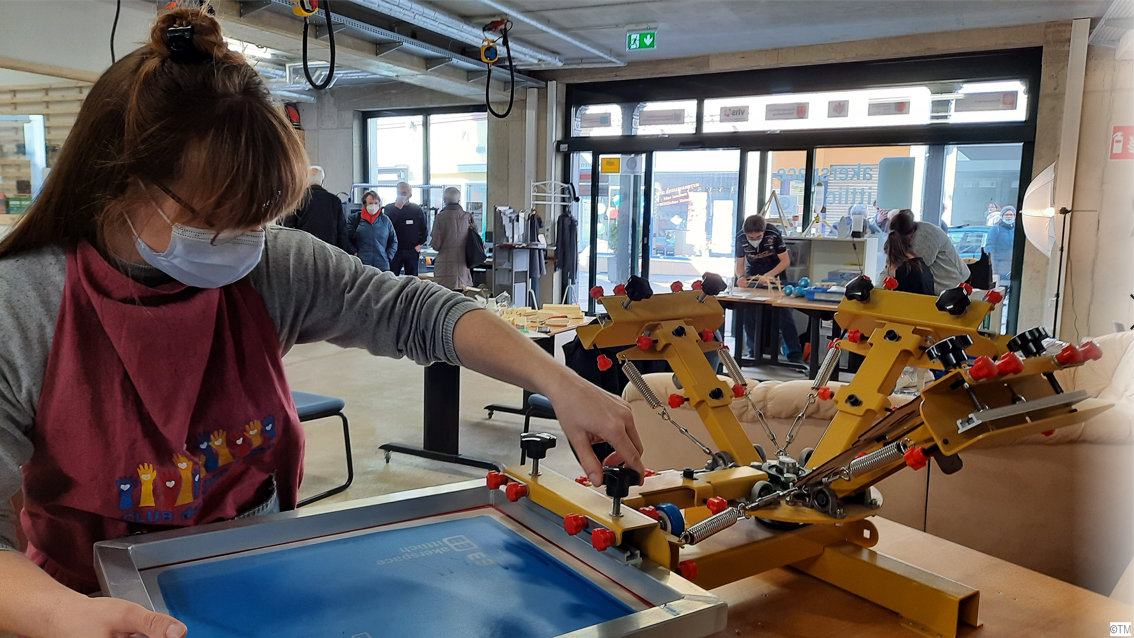
Makerspace Wittlich

## Auszeichnungen
- 2006 1. Platz BIX (Bibliotheksindex)
- 2008 1. Platz BIX
- 2008 2. Platz „Bibliothek des Jahres“ (Deutscher Bibliotheksverband und Zeit-Stiftung Ebelin und Gerd Bucerius)[3]
- 2010 1. Platz BIX
- 2022 Auszeichnung für den Film High Flyers[4] mit dem Deutschen Jugendfilmpreis (Jahresthema „Work: in progress“, Workshop-Projekt Makerspace Wittlich / Stadtbücherei Wittlich)[5]